# 屋久島犬
屋久島犬（やくしまいぬ）とは、南西諸島の島内、特に屋久島内で交配を続けてできた日本犬の一種。屋久犬（やくいぬ、やくけん、やっけん）ともいう。

## 概要
日本犬の祖先「縄文犬」の一種ともいわれる。島という土地柄、外部から隔離されて島外の犬種との混血が進まず、島内の犬のみで近親交配が行われてできた犬である。屋久島では古くから人々にヤクシマザルやヤクシカ、イタチなどの狩猟が盛んに行われた。
屋久島では犬の団体や研究者が存在せず、屋久島犬を保護しようとする篤志家もいなかった。血統も父・母・祖父母を把握している程度であった。第二次世界大戦以降狩猟目的で日本国の内地に持ち込まれ、放任的な飼養も相まって他の犬種や雑種犬と混血が進んだ。猟師はビーグルを始めとしたハウンド系やジャーマン・シェパード・ドッグなど血を好み、特にジャーマン・シェパード・ドッグと交配させた雑種第一代にたまたま優秀な犬が現れたことから狩猟家の間で持て囃された。このため昭和20年代から30年代の間に純度の高い犬は壊滅的な状態となってしまった。
1993年（平成5年）に屋久島が世界自然遺産に登録されると、狩猟家や犬の行動範囲が規制によって限定的ことによって、犬を手放す人が増えてしまい、親犬ですら島外に出ていった。また、世界遺産ブームやペットブームなどによって屋久島犬の乱れた情報がインターネット上に溢れ、島内においても雑種犬だらけの状態で、猟師ですら屋久島犬を知るものが少なくなっていた。
広義では、純粋な屋久島犬に、狩猟のための改良目的で他犬種を掛け合わせたものを屋久島犬と呼ぶこともある。現在では純血種は存在しないとされているが、狩猟者の間では比較的純血種に近い屋久島犬が流通しているようである。

## 特徴
もともと島内でシカを捕獲していた野犬が、近年その勇敢な性格から、シカやイノシシ猟などの猟犬として内地に持ち込まれ、狩猟用に他犬種との交配が進められたものが多く見受けられる。純粋な屋久島犬の体格は、小－中型であるが、改良されたものはそれよりやや大きい。
体高は40～50cmで、体長は50～55cm、体重は10~20kgと、日本犬保存会の基準でいうところ中型と小型の中間程の大きさである。額と鼻先のラインの中央のあたりのストップが浅いが明瞭で、後頭部の発達した広い額である。深く沈んだ三角の鋭い眼、前傾した力強い大きい耳、鋭い吻、大きく鋭い歯牙、やや長方形の体型で、四肢は細く長い。尾は太く長い差し尾である。毛色は、赤毛・胡麻毛・赤に胡麻の差しが入った3通りであるが、山中に多い落ち葉の色をした赤毛が主となっている。
きびきびした動作で走るのが速く、性質もどこか野性的で、原始的・原種的、賢く勇敢で、警戒心が強い。主人には非常に忠実・従順な忠誠心を示す。